# Amning
Amning er processen, hvor kvinder giver mælk til småbørn (hos dyrene hedder det at de giver die). Gennem graviditeten udskilles hormoner som progesteron, østrogen, det follikelstimulerende (FSH), prolaktin og oxytocin, der alle stimulerer dannelsen af mælkekanaler og kirtler i brystet. Efter 5-6 måneder er systemet udviklet og brystet er klar til at producere mælk. Omkring fødselstidspunktet begynder brysterne at producere en tyk gul væske, råmælk eller colostrum. Det er den allerførste mælk til det nyfødte barn. Den er rig på kulhydrat, protein og antistoffer, hvilket passer til den nyfødtes umodne fordøjelsessystem og hjælper det ufuldstændige immunsystem. 
Den nyfødte har som regel et kulhydrat- og fedtlager, som den tærer på de første dage, og der behøves derfor ikke meget tilført næring fra mælken. De første dage bruges derfor mest til at stimulere og støtte immunsystemet og at få lært barnet den rigtige sutteteknik. Efter 3 – 4 dage løber den rigtige mælk til i brystet, med øget fedtindhold.  
Barnet sutter ved at bevæge tungen og underkæben. Disse bevægelser stimulerer nedløbsrefleksen hos kvinden, og mælken begynder at løbe. Hvor meget mælk brystet producerer afhænger i høj grad af, hvor meget mælk der forlader brystet: jo mere mælk der dies eller pumpes ud, jo højere produktion og vice versa. Det betyder at restriktioner for hvor ofte barnet ammer kan føre til nedgang i mælkeproduktionen, ligesom at en øget hyppighed kan stimulerer den til at stige. 
Brystmælkens næringsstoffer er tilpasset barnets behov. Når der ammes løber formælken til først. Den er tynd og kulhydratrig og er beregnet til at slukke barnets tørst. Senere løber den federe bagmælk til, der skal stille barnets sult. 
Specielle fødevarer kan påvirke mælkeproduktionen og barnets fordøjelse. Et gammelt husråd anbefaler en hvidtøl en gang om dagen som mælkestimulering. Andre madvarer som stærke krydderier, jordbær, kål, radiser, vindruer, citrusfrugter og chokolade menes at kunne give uro hos barnet, men det er ikke bevist. Det anbefales derfor, at moderen selv prøver sig frem og ikke på forhånd udelukker disse fødevarer. 
Når menstruationen sætter i gang, påvirker det også mælken. Mælkeproduktionen nedsættes og barnet kan afvise brystet, da mælken pludselig smager anderledes. Mælkeproduktionen påvirkes også i høj grad af moderens psykiske tilstand. Løber mælken lidt trægt, kan visualisering af rindende vand være det, der sætter nedløbsrefleksen i gang. Det er derfor vigtigt at mor og barn får ro til amningen, da for meget uro kan forstyrre og få mælken til at stoppe.
Amning giver barnet føde, men det er også en stund, hvor tætte bånd knyttes mellem mor og barn. En nyfødts syn er ikke færdigtudviklet, men er udviklet til at stille skarpt på ca. 30 cm afstand – det passer meget præcist med afstanden op til moderens ansigt, når barnet ammes. Det menes at amning kan reducere risikoen for vuggedød.[kilde mangler] Barnets sutten hjælper tændernes udvikling og senere barnets sprog. Endvidere kan amning forebygge komælksallergi og børneeksem.
Amning er en lige så stor fordel for moderen som for barnet. Amning stimulerer moderfølelserne og den får livmoderen til at trække sig sammen efter fødslen, da barnets sutten udløser hormonet oxytocin hos moderen. Under graviditeten har moderen opbygget fedtdepoter beregnet til amning. Amning kan derfor hjælpe med til at moderen  hurtigt kan nå sin oprindelige vægt. Amningen hæmmer menstruationen, og giver moderen mulighed for at genopbygge jerndepoterne. Dermed hjælper amning også til at der bliver et naturligt tidsrum imellem søskende. Ikke sagt at det er en effektiv form for prævention, da ægløsning godt kan forekomme.[kilde mangler]
I Danmark anbefales det i overensstemmelse med WHO's anbefalinger, at spædbørn udelukkende ernæres ved amning de første seks måneder og at barnet ammes devist indtil det er mindst 12 måneder. På barselsgangene bruges meget energi på at hjælpe mødre og børn til at få en god start.
I specielle tilfælde er amning skadeligt for barnet. Hvis moderen har indtaget forskellige medikamenter, ryger, drikker, er narkoman eller har sygdomme som HIV eller tuberkulose i udbrud. De kan overføres via mælken. Tungmetaller som kviksølv udskilles i mælken; derfor bør ammende kvinder begrænse deres indtag af store rovfisk.
En amme var en kvinde, der blev ansat til at amme fremmedes børn. En kvinde, der ikke har født, kan stimuleres til at producere mælk via en brystpumpe eller ved, at barnet sutter ved hende. På den måde kan  adoptivmødre amme deres børn. De fleste mødre producerer mælk i rigelige mængder, så selv tvillinger kan leve af brystmælk de første mange måneder. På nogle hospitaler modtages gerne overskydende modermælk til neonatalafdelingerne. 